# Aleurodiscus grantii
El Aleurodiscus grantii es una especie de hongo perteneciente a la familia Stereaceae. Se encuentra en la región del noroeste del Pacífico de América del Norte y en Japón. Fue descrito como una nueva especie para la ciencia por el micólogo Curtis Gates Lloyd en 1920.
Lloyd señaló: 
“Formado por pequeños esporóforos convexos con un margen libre pero no elevado, que crecen de forma cespitosa sobre la corteza. Caracteres microscópicos, como en A. amorphus. Esta especie, para quienes se basan en el microscopio, probablemente se asignaría a Aleurodiscus amorphus, pero los cuerpos fructíferos son completamente diferentes en su forma.”
El epíteto específico grantii honra a J.M. Grant, quien recolectó los ejemplares tipo en el estado de Washington. En 1994, se informó de la presencia de este hongo en Japón.